# Marie-Therese Höbinger
Marie-Therese Höbinger (Vienna, 1º luglio 2001) è una calciatrice austriaca, centrocampista del Liverpool e della nazionale austriaca.

## Carriera

### Club
Höbinger ha iniziato la sua carriera all'ASV Hinterbrühl, giocando nelle squadre giovanili miste, per poi passare all'1. SV Wiener Neudorf e in seguito trasferirsi al club viennese FC Stadlau, dove oltre a giocare nelle giovanili interamente femminili ha militato anche nelle squadre maschili. Durante un'amichevole giocata dalla squadra viennese a Berlino, Höbinger ha impressionato gli osservatori del Turbine Potsdam convincendola a trasferirsi in Germania per giocare con il prestigioso club tedesco dall'età di 13 anni. Inserita inizialmente con la formazione B-Juniors, nella stagione 2016-2017 ha raggiunto la finale di campionato, persa però con il risultato di 2-1 con le pari età del Bayern Monaco.
Nell'estate del 2017, Höbinger viene aggregata alla squadra riserve (Turbine Potsdam II), squadra che disputa il girone nord della 2. Frauen-Bundesliga. Alla fine della stagione 2017-2018 condivide con le compagne l'accesso al campionato cadetto, diventato a girone unico dalla stagione successiva. Per la stagione 2019-2020 Höbinger è passata alla prima squadra e ha fatto il suo debutto in Frauen-Bundesliga il 16 agosto 2019, alla 1ª giornata di campionato, nella sconfitta per 3-2 del Turbine in casa dell'1. FFC Francoforte, subentrata a Luca Maria Graf. Ha segnato il suo primo gol per il Turbine Potsdam il 7 agosto 2019, nel secondo turno della DFB-Pokal, quello che all'81' porta il risultato sul parziale di 5-0 nella vittoria per 7-0 contro il Borussia Bocholt.
A gennaio 2022 è andata a giocare in prestito in Svizzera allo Zurigo fino alla fine della stagione, per poi passare a titolo definitivo sempre nella compagine svizzera per la stagione 2022-23.
Il 31 luglio 2023, Höbinger viene ceduta a titolo definitivo al Liverpool, nella Women's Super League inglese.

### Nazionale
Höbinger inizia a essere convocata dalla Federcalcio austriaca (ÖFB) dal 2016, inizialmente nelle giovanili, dalla formazione Under-16, dove marca 5 presenze siglando la sua prima rete con la maglia della sua nazionale.
Quello stesso anno viene chiamata nella Under-17, dove debutta il 4 agosto nell'amichevole persa per 1-0 con le pari età della Slovenia, per poi essere impiegata, oltre ad altre amichevoli, in occasione delle qualificazioni all'Europeo di Repubblica Ceca 2017. Il tecnico federale Markus Hackl la impiega in tutti i sei incontri del torneo UEFA, con l'Austria che prima supera il primo turno da imbattuta, con Höbinger che in questa fase segna una doppietta nella vittoria per 4-1 con la Bosnia ed Erzegovina e fissa il risultato sul 4-0 con l'Irlanda del Nord, ma nella fase élite subisce la superiorità delle avversarie perdendo tutti i tre incontri e fallendo l'accesso alla fase finale. Rimasta in rosa anche per la successiva qualificazione all'Europeo di Lituania 2018, la centrocampista disputa i tre incontri della prima fase, dove segna una rete nella vittoria per 13-0 sulla Georgia, aiutando l'Austria a chiudere da imbattuta il gruppo 10, tuttavia, dopo aver giocato altre due amichevoli, con quella del 19 gennaio 2018 pareggiata 1-1 con l'Inghilterra, si conclude la sua parentesi in U-17, senza giocare la fase élite, con un tabellino di 10 reti siglate su 20 partite.
Chiamata con l'Under-19 in occasione della doppia amichevole dell'8 e 10 giugno 2018 con le pari età della Rep. Ceca, debutta nel primo dei due incontri vinti rispettivamente 2-1 e 6-0, per poi essere convocata dal tecnico Michael Steiner per la prima fase di qualificazione all'Europeo di Scozia 2019. Gioca tutti i tre incontri del gruppo 7, dove segna una doppietta nelle prime due vittorie con Montenegro e Lettonia, e festeggia con le compagne il passaggio del turno da imbattuta, tuttavia salta la fase successiva chiudendo la sua attività in U-19 con la doppia amichevole con la Finlandia del 12 e 14 giugno 2019.
Sempre nel 2019 arriva anche la convocazione nella nazionale maggiore, chiamata dal commissario tecnico Dominik Thalhammer in occasione delle qualificazioni, gruppo G, all'Europeo di Inghilterra 2022, dove debutta l'8 novembre, nell'incontro vinto per 3-0 sulla Macedonia del Nord, rilevando Lisa Makas all'82'. Inserita in rosa con la squadra che partecipa al VisitMalta Women's Trophy 2021, in quell'occasione segna la sua prima rete senior, quella che il 23 febbraio 2021 al 14' fissa il risultato sull'1-0 con la Slovacchia.

## Statistiche

### Presenze e reti nei club
Statistiche (parziali) aggiornate al 19 settembre 2021.
| Stagione               | Squadra                | Campionato             | Campionato | Campionato | Coppe nazionali | Coppe nazionali | Coppe nazionali | Coppe internazionali | Coppe internazionali | Coppe internazionali | Altre coppe | Altre coppe | Altre coppe | Totale | Totale |
| Stagione               | Squadra                | Comp                   | Pres       | Reti       | Comp            | Pres            | Reti            | Comp                 | Pres                 | Reti                 | Comp        | Pres        | Reti        | Pres   | Reti   |
| ---------------------- | ---------------------- | ---------------------- | ---------- | ---------- | --------------- | --------------- | --------------- | -------------------- | -------------------- | -------------------- | ----------- | ----------- | ----------- | ------ | ------ |
| 2019-2020              | Turbine Potsdam        | BL                     | 20         | 2          | CG              | 3               | 1               |                      | -                    | -                    |             | -           | -           | 23     | 3      |
| 2020-2021              | Turbine Potsdam        | BL                     | 15         | 0          | CG              | 2               | 0               |                      | -                    | -                    |             | -           | -           | 17     | 0      |
| 2021-2022              | Turbine Potsdam        | BL                     | 3          | 2          | CG              | -               | -               |                      | -                    | -                    |             | -           | -           | -      | -      |
| Totale Turbine Potsdam | Totale Turbine Potsdam | Totale Turbine Potsdam | 38         | 4          |                 | 5               | 1               |                      | -                    | -                    |             | -           | -           | 43     | 5      |
| Totale carriera        | Totale carriera        | Totale carriera        | 38+        | 4+         |                 | 5+              | 1+              |                      | -                    | -                    |             | -           | -           | 43+    | 5+     |